# Natalie Munt
Natalie Munt (* 8. November 1977 in Hertford) ist eine englische Badmintonspielerin. 

## Karriere
Natalie Munt nahm 2004 im Mixed an Olympia teil. Sie verlor dabei in Runde 2 mit Robert Blair an ihrer Seite und wurde somit 9. in der Endabrechnung. In ihrer Karriere gewann sie unter anderem die Iceland International, die Bulgarian International, die Canadian Open, die Spanish International, die Belgian International und die US Open.

## Sportliche Erfolge
| Saison | Veranstaltung                         | Disziplin   | Platz | Name                                |
| ------ | ------------------------------------- | ----------- | ----- | ----------------------------------- |
| 2000   | Weltmeisterschaften der Studenten     | Mixed       | 3     | Paul Trueman / Natalie Munt         |
| 2000   | Iceland International                 | Damendoppel | 1     | Natalie Munt / Liza Parker          |
| 2001   | Czech International                   | Mixed       | 1     | Kristian Roebuck / Natalie Munt     |
| 2001   | Scottish Open                         | Mixed       | 1     | Robert Blair / Natalie Munt         |
| 2001   | Bulgarian International               | Mixed       | 1     | Robert Blair / Natalie Munt         |
| 2001   | Irish Open                            | Mixed       | 1     | Robert Blair / Natalie Munt         |
| 2002   | Scottish Open                         | Mixed       | 1     | Robert Blair / Natalie Munt         |
| 2002   | China: Internationale Meisterschaften | Mixed       | 5     | Robert Blair / Natalie Munt         |
| 2002   | England: Einzelmeisterschaften        | Damendoppel | 1     | Gail Emms / Natalie Munt            |
| 2002   | Canadian Open                         | Mixed       | 1     | Kristian Roebuck / Natalie Munt     |
| 2002   | US Open                               | Damendoppel | 1     | Joanne Wright / Natalie Munt        |
| 2003   | Spanish International                 | Mixed       | 1     | Robert Blair / Natalie Munt         |
| 2006   | Welsh International                   | Damendoppel | 1     | Natalie Munt / Mariana Agathangelou |
| 2006   | Welsh International                   | Mixed       | 1     | Kristian Roebuck / Natalie Munt     |
| 2007   | Belgian International                 | Damendoppel | 1     | Natalie Munt / Joanne Nicholas      |
| 2007   | Dutch International                   | Mixed       | 2     | Kristian Roebuck / Natalie Munt     |